# オーストラリアの首相
オーストラリアの首相（英: Prime Minister of Australia, PM）は、オーストラリアの行政府の長たる首相である。

## 概説
特別な場合を除いて、首相は常に下院多数党の党首が就任する。首相公邸はキャンベラに所在し、「ザ・ロッジ（The Lodge）」と呼ばれる。州首相（Premier）や特別地域首相（Chief Minister）と区別して、連邦首相（Federal Prime Minister）と呼ばれることもある。

## 地位

### 任命
首相は総督が任命する（憲法第64条）。

## 歴代首相一覧
| 代 | 首相                                               | 首相 | 期     | 内閣                                            | 在任期間                        | 所属政党              | 選出州                          |
| -- | -------------------------------------------------- | ---- | ------ | ----------------------------------------------- | ------------------------------- | --------------------- | ------------------------------- |
| 1  | エドモンド・バートン Sir Edmund Barton             |      | 1      | 第1次                                           | 1901年1月1日 - 1903年9月24日    | 保護貿易党            | ニューサウスウェールズ州 (NSW)  |
| 2  | アルフレッド・ディーキン Alfred William Deakin     |      | 2      | 第1次                                           | 1903年9月24日 - 1904年4月27日   | 保護貿易党            | ビクトリア州 (VIC)              |
| 3  | クリス・ワトソン John Christian Watson             |      | 3      | 第1次                                           | 1904年4月27日 - 1904年8月18日   | オーストラリア 労働党 | ニューサウスウェールズ州 (NSW)  |
| 4  | ジョージ・リード Sir George Houstoun Reid          |      | 4      | 第1次                                           | 1904年8月18日 - 1905年7月5日    | 自由貿易党            | ニューサウスウェールズ州 (NSW)  |
| -  | アルフレッド・ディーキン Alfred William Deakin     |      | 5      | 第2次                                           | 1905年7月5日 - 1908年11月13日   | 保護貿易党            | ビクトリア州 (VIC)              |
| 5  | アンドリュー・フィッシャー Andrew Fisher           |      | 6      | 第1次                                           | 1908年11月13日 - 1909年6月2日   | オーストラリア 労働党 | クイーンズランド州 (QLD)        |
| -  | アルフレッド・ディーキン Alfred William Deakin     |      | 7      | 第3次                                           | 1909年6月2日 - 1910年4月29日    | 連邦自由党            | ビクトリア州 (VIC)              |
| -  | アンドリュー・フィッシャー Andrew Fisher           |      | 8      | 第2次                                           | 1910年4月29日 - 1913年6月24日   | オーストラリア 労働党 | クイーンズランド州 (QLD)        |
| 6  | ジョゼフ・クック Sir Joseph Cook                   |      | 9      | 第1次                                           | 1913年6月24日 - 1914年9月17日   | 連邦自由党            | ニューサウスウェールズ州 (NSW)  |
| -  | アンドリュー・フィッシャー Andrew Fisher           |      | 10     | 第3次                                           | 1914年9月17日 - 1915年10月27日  | オーストラリア 労働党 | クイーンズランド州 (QLD)        |
| 7  | ビリー・ヒューズ William Morris "Billy" Hughes     |      | 11     | 第1次                                           | 1915年10月27日 - 1916年11月14日 | オーストラリア 労働党 | ニューサウスウェールズ州 (NSW)  |
| 7  | ビリー・ヒューズ William Morris "Billy" Hughes     | 12   | 第2次  | 1916年11月14日 - 1917年2月17日                  | 国民労働党                      |                       | ニューサウスウェールズ州 (NSW)  |
| 7  | ビリー・ヒューズ William Morris "Billy" Hughes     | 13   | 第3次  | 1917年2月17日 - 1917年5月5日                    | オーストラリア ナショナリスト党 | ビクトリア州 (VIC)    |                                 |
| 7  | ビリー・ヒューズ William Morris "Billy" Hughes     | 14   | 第4次  | 1917年5月5日 - 1920年2月3日                     | オーストラリア ナショナリスト党 | ビクトリア州 (VIC)    |                                 |
| 7  | ビリー・ヒューズ William Morris "Billy" Hughes     | 15   | 第5次  | 1920年2月4日 - 1923年2月9日                     | オーストラリア ナショナリスト党 | ビクトリア州 (VIC)    |                                 |
| 8  | スタンリー・ブルース Stanley Melbourne Bruce       |      | 16     | 第1次                                           | オーストラリア ナショナリスト党 | ビクトリア州 (VIC)    | 1923年2月9日 - 1925年11月14日   |
| 8  | スタンリー・ブルース Stanley Melbourne Bruce       | 17   | 第2次  | 1925年11月14日 - 1928年11月29日                 | オーストラリア ナショナリスト党 | ビクトリア州 (VIC)    |                                 |
| 8  | スタンリー・ブルース Stanley Melbourne Bruce       | 18   | 第3次  | 1928年11月29日 - 1929年10月22日                 | オーストラリア ナショナリスト党 | ビクトリア州 (VIC)    |                                 |
| 9  | ジェームズ・スカリン James Henry Scullin           |      | 19     | 第1次                                           | 1929年10月22日 - 1932年1月6日   | オーストラリア 労働党 | ビクトリア州 (VIC)              |
| 10 | ジョゼフ・ライオンズ Joseph Aloysius Lyons         |      | 20     | 第1次                                           | 1932年1月6日 - 1934年10月12日   | 統一 オーストラリア党 | タスマニア州 (TAS)              |
| 10 | ジョゼフ・ライオンズ Joseph Aloysius Lyons         | 21   | 第2次  | 1934年10月12日 - 1934年11月9日                  |                                 | 統一 オーストラリア党 | タスマニア州 (TAS)              |
| 10 | ジョゼフ・ライオンズ Joseph Aloysius Lyons         | 22   | 第3次  | 1934年11月9日 - 1937年11月29日                  |                                 | 統一 オーストラリア党 | タスマニア州 (TAS)              |
| 10 | ジョゼフ・ライオンズ Joseph Aloysius Lyons         | 23   | 第4次  | 1937年11月29日 - 1939年4月7日 (在任中に死去)    |                                 | 統一 オーストラリア党 | タスマニア州 (TAS)              |
| 11 | アール・ペイジ Sir Earle Christmas Grafton Page    |      | 24     | 第1次                                           | 1939年4月7日 - 1939年4月26日    | オーストラリア 地方党 | ニューサウスウェールズ州 (NSW)  |
| 12 | ロバート・メンジーズ Sir Robert Gordon Menzies     |      | 25     | 第1次                                           | 1939年4月26日 - 1940年3月14日   | 統一 オーストラリア党 | ビクトリア州 (VIC)              |
| 12 | ロバート・メンジーズ Sir Robert Gordon Menzies     | 26   | 第2次  | 1940年3月14日 - 1940年10月28日                  |                                 | 統一 オーストラリア党 | ビクトリア州 (VIC)              |
| 12 | ロバート・メンジーズ Sir Robert Gordon Menzies     | 27   | 第3次  | 1940年10月28日 - 1941年8月28日                  |                                 | 統一 オーストラリア党 | ビクトリア州 (VIC)              |
| 13 | アーサー・ファデン Sir Arthur William Fadden       |      | 28     | 第1次                                           | 1941年8月28日 - 1941年10月7日   | オーストラリア 地方党 | クイーンズランド州 (QLD)        |
| 14 | ジョン・カーティン John Joseph Curtin              |      | 29     | 第1次                                           | 1941年10月7日 - 1943年9月21日   | オーストラリア 労働党 | 西オーストラリア州 (WA)         |
| 14 | ジョン・カーティン John Joseph Curtin              | 30   | 第2次  | 1943年9月21日 - 1945年7月5日 (在任中に死去)     |                                 | オーストラリア 労働党 | 西オーストラリア州 (WA)         |
| 15 | フランク・フォード Francis Michael Forde           |      | 31     | 第1次                                           | 1945年7月6日 - 1945年7月13日    | オーストラリア 労働党 | クイーンズランド州 (QLD)        |
| 16 | ベン・チフリー Joseph Benedict Chifley             |      | 32     | 第1次                                           | 1945年7月13日 - 1946年11月1日   | オーストラリア 労働党 | ニューサウスウェールズ州 (NSW)  |
| 16 | ベン・チフリー Joseph Benedict Chifley             | 33   | 第2次  | 1946年11月1日 - 1949年12月19日                  |                                 | オーストラリア 労働党 | ニューサウスウェールズ州 (NSW)  |
| -  | ロバート・メンジーズ Sir Robert Gordon Menzies     |      | 34     | 第4次                                           | 1949年12月19日 - 1951年5月11日  | オーストラリア 自由党 | ビクトリア州 (VIC)              |
| -  | ロバート・メンジーズ Sir Robert Gordon Menzies     | 35   | 第5次  | 1951年5月11日 - 1954年7月9日                    |                                 | オーストラリア 自由党 | ビクトリア州 (VIC)              |
| -  | ロバート・メンジーズ Sir Robert Gordon Menzies     | 36   | 第6次  | 1954年7月9日 - 1956年1月11日                    |                                 | オーストラリア 自由党 | ビクトリア州 (VIC)              |
| -  | ロバート・メンジーズ Sir Robert Gordon Menzies     | 37   | 第7次  | 1956年1月11日 - 1958年12月10日                  |                                 | オーストラリア 自由党 | ビクトリア州 (VIC)              |
| -  | ロバート・メンジーズ Sir Robert Gordon Menzies     | 38   | 第8次  | 1958年12月10日 - 1961年12月22日                 |                                 | オーストラリア 自由党 | ビクトリア州 (VIC)              |
| -  | ロバート・メンジーズ Sir Robert Gordon Menzies     | 19   | 第9次  | 1961年12月22日 - 1963年12月18日                 |                                 | オーストラリア 自由党 | ビクトリア州 (VIC)              |
| -  | ロバート・メンジーズ Sir Robert Gordon Menzies     | 40   | 第10次 | 1963年12月18日 - 1966年1月26日                  |                                 | オーストラリア 自由党 | ビクトリア州 (VIC)              |
| 17 | ハロルド・ホルト Harold Edward Holt                |      | 41     | 第1次                                           | 1966年1月26日 - 1966年12月14日  | オーストラリア 自由党 | ビクトリア州 (VIC)              |
| 17 | ハロルド・ホルト Harold Edward Holt                | 42   | 第2次  | 1966年12月14日 - 1967年12月19日 (在任中に死去)  |                                 | オーストラリア 自由党 | ビクトリア州 (VIC)              |
| 18 | ジョン・マッキュエン Sir John "Black Jack" McEwen  |      | 43     | 第1次                                           | 1967年12月19日 - 1968年1月10日  | オーストラリア 地方党 | ビクトリア州 (VIC)              |
| 19 | ジョン・ゴートン Sir John Grey Gorton              |      | 44     | 第1次                                           | 1968年1月10日 - 1969年11月12日  | オーストラリア 自由党 | ビクトリア州 (VIC)              |
| 19 | ジョン・ゴートン Sir John Grey Gorton              | 45   | 第2次  | 1969年11月12日 - 1971年3月10日                  |                                 | オーストラリア 自由党 | ビクトリア州 (VIC)              |
| 20 | ウィリアム・マクマホン Sir William "Billy" McMahon |      | 46     | 第1次                                           | 1971年3月10日 - 1972年12月5日   | オーストラリア 自由党 | ニューサウスウェールズ州 (NSW)  |
| 21 | ゴフ・ホイットラム Edward Gough Whitlam            |      | 47     | 第1次                                           | 1972年12月5日 - 1972年12月19日  | オーストラリア 労働党 | ニューサウス ウェールズ州 (NSW) |
| 21 | ゴフ・ホイットラム Edward Gough Whitlam            | 48   | 第2次  | 1972年12月19日 - 1974年6月12日                  |                                 | オーストラリア 労働党 | ニューサウス ウェールズ州 (NSW) |
| 21 | ゴフ・ホイットラム Edward Gough Whitlam            | 49   | 第3次  | 1974年6月12日 - 1975年11月11日 (総督により罷免) |                                 | オーストラリア 労働党 | ニューサウス ウェールズ州 (NSW) |
| 22 | マルコム・フレーザー John Malcolm Fraser           |      | 50     | 第1次                                           | 1975年11月11日 - 1975年12月22日 | オーストラリア 自由党 | ビクトリア州 (VIC)              |
| 22 | マルコム・フレーザー John Malcolm Fraser           | 51   | 第2次  | 1975年12月22日 - 1977年12月20日                 |                                 | オーストラリア 自由党 | ビクトリア州 (VIC)              |
| 22 | マルコム・フレーザー John Malcolm Fraser           | 52   | 第3次  | 1977年12月20日 - 1980年11月3日                  |                                 | オーストラリア 自由党 | ビクトリア州 (VIC)              |
| 22 | マルコム・フレーザー John Malcolm Fraser           | 53   | 第4次  | 1980年11月3日 - 1983年3月11日                   |                                 | オーストラリア 自由党 | ビクトリア州 (VIC)              |
| 23 | ボブ・ホーク Robert James Lee Hawke                |      | 54     | 第1次                                           | 1983年3月11日 - 1984年12月13日  | オーストラリア 労働党 | ビクトリア州 (VIC)              |
| 23 | ボブ・ホーク Robert James Lee Hawke                | 55   | 第2次  | 1984年12月13日 - 1987年7月24日                  |                                 | オーストラリア 労働党 | ビクトリア州 (VIC)              |
| 23 | ボブ・ホーク Robert James Lee Hawke                | 56   | 第3次  | 1987年7月24日 - 1990年4月4日                    |                                 | オーストラリア 労働党 | ビクトリア州 (VIC)              |
| 23 | ボブ・ホーク Robert James Lee Hawke                | 57   | 第4次  | 1990年4月4日 - 1991年12月20日                   |                                 | オーストラリア 労働党 | ビクトリア州 (VIC)              |
| 24 | ポール・キーティング Paul John Keating             |      | 58     | 第1次                                           | 1991年12月20日 - 1993年3月24日  | オーストラリア 労働党 | ニューサウスウェールズ州 (NSW)  |
| 24 | ポール・キーティング Paul John Keating             | 59   | 第2次  | 1993年3月24日 - 1996年3月11日                   |                                 | オーストラリア 労働党 | ニューサウスウェールズ州 (NSW)  |
| 25 | ジョン・ハワード John Winston Howard               |      | 60     | 第1次                                           | 1996年3月11日 - 1998年10月21日  | オーストラリア 自由党 | ニューサウスウェールズ州 (NSW)  |
| 25 | ジョン・ハワード John Winston Howard               | 61   | 第2次  | 1998年10月21日 - 2001年11月26日                 |                                 | オーストラリア 自由党 | ニューサウスウェールズ州 (NSW)  |
| 25 | ジョン・ハワード John Winston Howard               | 62   | 第3次  | 2001年11月26日 - 2004年10月22日                 |                                 | オーストラリア 自由党 | ニューサウスウェールズ州 (NSW)  |
| 25 | ジョン・ハワード John Winston Howard               | 63   | 第4次  | 2004年10月22日 - 2007年12月3日                  |                                 | オーストラリア 自由党 | ニューサウスウェールズ州 (NSW)  |
| 26 | ケビン・ラッド Kevin Michael Rudd                  |      | 64     | 第1次                                           | 2007年12月3日 - 2010年6月24日   | オーストラリア 労働党 | クイーンズランド州 (QLD)        |
| 27 | ジュリア・ギラード Julia Eileen Gillard            |      | 65     | 第1次                                           | 2010年6月24日 - 2010年9月14日   | オーストラリア 労働党 | ビクトリア州 (VIC)              |
| 27 | ジュリア・ギラード Julia Eileen Gillard            | 66   | 第2次  | 2010年9月14日 - 2013年6月27日                   |                                 | オーストラリア 労働党 | ビクトリア州 (VIC)              |
| -  | ケビン・ラッド Kevin Michael Rudd                  |      | 67     | 第2次                                           | 2013年6月27日 - 2013年9月18日   | オーストラリア 労働党 | クイーンズランド州 (QLD)        |
| 28 | トニー・アボット Anthony John "Tony" Abbott        |      | 68     | 第1次                                           | 2013年9月18日 - 2015年9月15日   | オーストラリア 自由党 | ニューサウスウェールズ州 (NSW)  |
| 29 | マルコム・ターンブル Malcolm Bligh Turnbull        |      | 69     | 第1次                                           | 2015年9月15日 - 2016年7月19日   | オーストラリア 自由党 | ニューサウスウェールズ州 (NSW)  |
| 29 | マルコム・ターンブル Malcolm Bligh Turnbull        | 70   | 第2次  | 2016年7月19日 - 2018年8月24日                   |                                 | オーストラリア 自由党 | ニューサウスウェールズ州 (NSW)  |
| 30 | スコット・モリソン Scott John Morrison             |      | 71     | 第1次                                           | 2018年8月24日 - 2019年5月29日   | オーストラリア 自由党 | ニューサウスウェールズ州 (NSW)  |
| 30 | スコット・モリソン Scott John Morrison             | 72   | 第2次  | 2019年5月29日 - 2022年5月23日                   |                                 | オーストラリア 自由党 | ニューサウスウェールズ州 (NSW)  |
| 31 | アンソニー・アルバニージー Anthony Norman Albanese |      | 73     | 第1次                                           | 2022年5月23日 - 2025年5月13日   | オーストラリア 労働党 | ニューサウスウェールズ州 (NSW)  |
| 31 | アンソニー・アルバニージー Anthony Norman Albanese | 74   | 第2次  | 2025年5月13日 -                                 |                                 | オーストラリア 労働党 | ニューサウスウェールズ州 (NSW)  |